# Ricardo Rojas
Ricardo Rojas (Tucumán, 16 de Setembro de 1882 - Buenos Aires, 29 de Julho de 1957) foi um escritor, historiador da literatura e crítico literário argentino. Rojas foi um dos mais importantes representantes do criolismo. A sua obra Euríndia (1924) aponta para uma fusão das culturas europeia e americano-índia.
Uma das suas obras mais ambiciosa foi La restauración nacionalista, de 1909. A sua obra  El santo de la espada, sobre a vida de  José de San Martín, foi levada ao cinema em 1970  por Leopoldo Torre Nilsson.

## Obras
- Victoria del Hombre (1903)
- El país de la Selva (1907)
- Cartas de Europa (1908)
- El Alma Española (1908)
- Cosmópolis (1908)
- La Restauración Nacionalista (1909)
- Bibliografía de Sarmiento (1911)
- Los Lises del Blasón (1911)
- Blasón de Plata (1912)
- Archivo Capitular de Jujuy (1913/1944)
- La Universidad de Tucumán (1915)
- La Argentinidad (1916)
- Poesías de Cervantes (1916)
- Historia de la literatura argentina, 8 tomos.
- Los Arquetipos (1922)
- Poesías (1923)
- Facultad de Filosofía y Letras (1924)
- Discursos (1924)
- Eurindia (1924)
- La Guerra de las Naciones (1924)
- Las Provincias (1927)
- El Cristo Invisible (1927)
- Elelín (1929)
- Discursos del Rector (1930)
- Silabario de la Decoración Americana (1930)
- La Historia de las Escuelas (1930)
- Memoria del Rector (1930)
- El Radicalismo de Mañana (1932)
- El Santo de la Espada (1933)
- Cervantes (1935)
- Retablo Español (1938)
- Un de crítica histórica sobre Episodios de la vida internacional Argentina (1951)
- Oda Latina (1954)